# Souheil Ben Barka
Souheil Ben-Barka (àrab: سهيل بنبركة, Suhayl Binbarka) (Timbuctu, 25 de desembre de 1942) és un director de cinema, guionista i productor de cinema marroquí. Va dirigir set pel·lícules entre 1974 i 2002. La seva pel·lícula de 1975 La guerre du pétrole n'aura pas lieu es va presentar al 9è Festival Internacional de Cinema de Moscou. La seva pel·lícula de 1983 Amok va guanyar el Premi d'Or al 13è Festival Internacional de Cinema de Moscou. El 1987 va ser un membre del jurat del 15è Festival Internacional de Cinema de Moscou.

## Biografia
Va néixer l'any 1942 a Tombuctú, Mali. El seu pare era un ric comerciant marroquí, i la seva mare era d'origen libanès, d'ascendència armènia.Va sortir de Tombuctú a les l'edat de 16 anys. Va passar uns quants anys al Marroc abans d'acabar els seus estudis superiors a Roma, Itàlia. Un dia de 1962, va assistir per casualitat a una filmació al carrer, el cineasta italià Federico Fellini estava dirigint 8½. Després d'això va decidir dedicar-se al cinema. Va estudiar sociologia i es va llicenciar, després va estudiar al Centro Sperimentale di Cinematografia de Roma.

## Filmografia
| Any  | Títol                                | Acreditat com | Acreditat com | Acreditat com | Notes                                                                            |
| Any  | Títol                                | Director      | Guionista     | Productor     | Notes                                                                            |
| ---- | ------------------------------------ | ------------- | ------------- | ------------- | -------------------------------------------------------------------------------- |
| 1972 | Les Mille et Une Mains               | Sí            | Sí            | No            |                                                                                  |
| 1975 | La guerre du pétrole n'aura pas lieu | Sí            | Sí            | No            |                                                                                  |
| 1977 | Noces de sang                        | Sí            | Sí            | No            |                                                                                  |
| 1981 | Transes                              | No            | No            | Sí            | Co-productor                                                                     |
| 1982 | Amok                                 | Sí            | Sí            | No            | Coguionista amb Michel Constantin i François Rabaté                              |
| 1990 | La batalla de los Tres Reyes         | Sí            | Sí            | No            | Co-director amb Uchkun Nazarov                                                   |
| 1996 | L’Ombre du pharaon                   | Sí            | Sí            | No            | Coguionista amb Adriano Bolzoni                                                  |
| 2002 | Les amants de Mogador                | Sí            | Sí            | Sí            | Coguionista amb Bernard Stora Co-productor amb Andrea De Liberato                |
| 2019 | De sable et de feu                   | Sí            | Sí            | Sí            | Coguionista amb Monica Giansanti i Bernard Stora Co-productor amb Marco Gaudenzi |

## Premis i reconeixements
El novembre de 2019 va rebre el premi a l'Excel·lència en la realització cinematogràfica del festival internacional de cinema ARPA, per De sable et de feu (le rêve impossible !)”